# Eduard Geismar

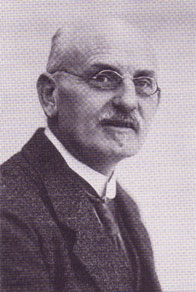
Eduard Geismar.

Eduard Osvald Geismar, född 12 februari 1871, död 14 maj 1939, var en dansk teolog.
Geismar blev teologie kandidat 1894, efter studier utomlands präst i Danmark och erhöll 1917 en tjänst vid Trinitatis Kirke i Köpenhamn. År 1921 blev Geismar professor i religionsfilosofi och etik vid Köpenhamns universitet. Av hans skrifter märks särskilt Søren Kierkegaard 1-6 (1926–1928), Religionsfilosofi (1924) och Etik (1926).